# Икосиан

Решение игры, показанное красной линией, которая посещает каждую вершину додекаэдра и образует гамильтонов цикл.

Игра «Икосиан», или «Вокруг света», или гамильтонова игра — это математическая игра, созданная в 1859 году Уильямом Роуэном Гамильтоном.
Цель игры — пройти по вершинам додекаэдра, переходя от вершины к соседней, чтобы любая вершина была посещена ровно один раз, и при этом вернуться в начало (то есть найти гамильтонов цикл). Головоломка распространялась на коммерческой основе как доска с выемками на местах вершин графа додекаэдра и продавалась в Европе в различных видах.
Решить головоломку позволяет Правило Гамильтона, доложенное в 1857 году на собрании Британской ассоциации в Дублине.
Причиной интереса Гамильтона к игре было изучение симметрий икосаэдра, для которого он изобрёл икосианы — алгебраическое средство вычисления симметрий. Решением головоломки является цикл, содержащий двадцать (на древнегреческом icosa) рёбер (т. е. гамильтонов цикл на додекаэдре).
Подобные игры можно реализовать на других трёхмерных многогранниках, графах на плоскости или на разных поверхностях.